# Броненосцы типа «Евстафий»
Броненосцы типа Евстафий — серия эскадренных броненосцев Российского императорского флота. Всего построено 2 единицы Евстафий и Иоанн Златоуст. Приняли участие в Первой мировой войне. «Евстафий» — флагман Черноморского флота. После демонтажа их вооружение передали в ведение береговой обороны. Сами же корабли в 1922—1923 годах разобрали на металл. Станки орудий главного калибра использовались при создании железнодорожных установок ТМ-2-12

## Конструкция
В котельной установки для «Евстафия» применили подачу воздуха непосредственно в поддувала котлов.

## Представители класса
| Название         | Место постройки                          | Закладка        | Спуск на воду       | Вступление в строй | Выведен  | Судьба             |
| ---------------- | ---------------------------------------- | --------------- | ------------------- | ------------------ | -------- | ------------------ |
| «Евстафий»       | Николаевское адмиралтейство              | 11 марта 1904   | 21 октября 1906     | 15 мая 1911        | 1925 год | Разобран на металл |
| «Иоанн Златоуст» | Лазаревское адмиралтейство в Севастополе | 31 октября 1904 | 18 апреля 1906 года | 19 марта 1911 года | 1925 год | Разобран на металл |

## История
Броненосец Евстафий строился в 1904—1911 годах в Николаеве по проекту полковника ККИ А. Э. Шотта. 23 ноября 1904 года заложен на эллинге Николаевского адмиралтейства. Спущен на воду 3 ноября 1906 года, вступил в строй 28 мая 1911 года. 11 августа 1911 года вместе с линейными кораблями «Пантелеймон», «Иоанн Златоуст», «Три Святителя» и «Ростислав» образовал бригаду линкоров Чёрного моря. В начале Первой Мировой войны — флагман Черноморского флота.
Броненосец Иоа́нн Златоу́ст 13 июля 1903 года зачислен в списки судов Черноморского флота и 13 ноября 1904 года заложен на эллинге Лазаревского адмиралтейства в Севастополе. Спущен на воду 30 апреля (13 мая)  1906 года, вступил в строй 1 апреля 1911 года. 11 августа 1911 года вместе с линейными кораблями «Пантелеймон», «Евстафий», «Три Святителя» и «Ростислав» образовал бригаду линкоров Чёрного моря.